# Ghostface
Ghostface là biệt danh của một nhân vật hư cấu chuyên giết người hàng loạt, xuất hiện trong loạt phim kinh dị Scream (Tiếng thét) được sản xuất lần đầu tiên vào năm 1996 bởi đạo diễn Wes Craven. Với bộ mặt nạ quái gỡ, cùng một con dao săn  Ghostface cũng được đánh giá là một trong những tên sát nhân gây ám ảnh trên màn ảnh Hoa Kỳ. Tính từ năm 1996 đến năm 2022 thì series Scream đã ra được 6 phần. "Scream" được Wes Craven lấy cảm hứng từ bức tranh Tiếng Thét cùng tên nổi tiếng của họa sĩ Edward Munch. Kể từ khi Scream ra mắt, mặt nạ của Ghostface cũng đã trở thành biểu tượng chính của Halloween.